# Taboadela
Taboadela és un municipi de la província d'Ourense a Galícia. Pertany a la Comarca d'Ourense.
| 2.901 | 2.828 | 2.677 | 2.494 | 1.691 |
| Fonts: INE i IGE (Els criteris de registre censal variaren i les dades de l'INE i de l'IGE poden no coincidir.) |       |       |       |       |

## Parròquies
- O Mesón de Calvos (Santa María)
- Santiago da Rabeda (Santiago)
- Soutomaior (Santiago)
- Taboadela (San Miguel)
- Torán (Santa María)
- A Touza (San Xurxo)